# Gran Premio motociclistico di Jugoslavia 1987
Il Gran Premio motociclistico di Jugoslavia 1987 fu la sesta gara del motomondiale 1987. Si disputò il 14 giugno 1987 presso l'Automotodrom Grobnik, nei pressi di Fiume.
Si è gareggiato in tre classi, con le vittorie di Wayne Gardner nella classe 500, di Carlos Lavado nella classe 250 e di Jorge Martínez nella classe 80.

## Classe 500

### Arrivati al traguardo
| Pos | Pilota              | Moto       | Giri | Tempo     | Griglia | Punti |
| --- | ------------------- | ---------- | ---- | --------- | ------- | ----- |
| 1   | Wayne Gardner       | Honda      | 30   | 46:30.640 | 1       | 15    |
| 2   | Randy Mamola        | Yamaha     | 30   | +2.430    | 2       | 12    |
| 3   | Eddie Lawson        | Yamaha     | 30   | +15.220   | 3       | 10    |
| 4   | Ron Haslam          | Elf-Honda  | 30   | +30.320   | 8       | 8     |
| 5   | Raymond Roche       | Cagiva     | 30   | +43.710   | 9       | 6     |
| 6   | Pierfrancesco Chili | Honda      | 30   | +44.440   | 10      | 5     |
| 7   | Tadahiko Taira      | Yamaha     | 30   | +51.670   | 12      | 4     |
| 8   | Shunji Yatsushiro   | Honda      | 30   | +59.500   | 7       | 3     |
| 9   | Richard Scott       | Yamaha     | 30   | +59.760   | 13      | 2     |
| 10  | Kenny Irons         | Suzuki     | 30   | +1:18.440 | 16      | 1     |
| 11  | Roger Burnett       | Honda      | 30   | +1:25.090 | 19      |       |
| 12  | Fabio Biliotti      | Honda      | 30   | +1:30.640 | 18      |       |
| 13  | Alessandro Valesi   | Honda      | 29   | +1 giro   | 17      |       |
| 14  | Wolfgang von Muralt | Suzuki     | 29   | +1 giro   | 21      |       |
| 15  | Bruno Kneubühler    | Honda      | 29   | +1 giro   | 24      |       |
| 16  | Simon Buckmaster    | Honda      | 29   | +1 giro   | 27      |       |
| 17  | Fabio Barchitta     | Honda      | 29   | +1 giro   | 23      |       |
| 18  | Massimo Broccoli    | Honda      | 29   | +1 giro   | 22      |       |
| 19  | Andreas Leuthe      | Honda      | 29   | +1 giro   | 32      |       |
| 20  | Hervé Guilleux      | Honda      | 29   | +1 giro   | 30      |       |
| 21  | Gerold Fischer      | Honda      | 29   | +1 giro   | 28      |       |
| 22  | Georg Jung          | Honda      | 29   | +1 giro   | 25      |       |
| 23  | Marco Gentile       | Fior-Honda | 28   | +2 giri   | 20      |       |
| 24  | Dimitris Papandreou | Suzuki     | 28   | +2 goro   | 25      |       |

### Ritirati
| Pilota           | Moto   | Giri | Motivo ritiro | Griglia |
| ---------------- | ------ | ---- | ------------- | ------- |
| Louis-Luc Maisto | Honda  | 27   |               | 34      |
| Gustav Reiner    | Honda  | 23   | Caduta        | 14      |
| Robert McElnea   | Yamaha | 18   | Caduta        | 6       |
| Pavol Dekanek    | Suzuki | 11   |               | 33      |
| Helmut Schütz    | Honda  | 5    |               | 29      |
| Silvo Habat      | Honda  | 5    |               | 31      |
| Vittorio Scatola | Paton  | 2    |               | 26      |

### Non partiti
| Pilota             | Moto   | Griglia |
| ------------------ | ------ | ------- |
| Freddie Spencer    | Honda  | 4       |
| Niall Mackenzie    | Honda  | 8       |
| Christian Sarron   | Yamaha | 11      |
| Didier de Radiguès | Cagiva | 15      |

### Non qualificato
| Pilota     | Moto   |
| ---------- | ------ |
| Tony Carey | Suzuki |

## Classe 250

### Arrivati al traguardo
| Pos | Pilota               | Moto       | Tempo     | Griglia | Punti |
| --- | -------------------- | ---------- | --------- | ------- | ----- |
| 1   | Carlos Lavado        | Yamaha     | 41:24.760 | 1       | 15    |
| 2   | Loris Reggiani       | Aprilia    | +4.950    | 3       | 12    |
| 3   | Reinhold Roth        | Honda      | +5.900    | 6       | 10    |
| 4   | Jacques Cornu        | Honda      | +6.160    | 2       | 8     |
| 5   | Martin Wimmer        | Yamaha     | +9.160    | 7       | 6     |
| 6   | Dominique Sarron     | Honda      | +11.190   | 5       | 5     |
| 7   | Anton Mang           | Honda      | +11.860   | 4       | 4     |
| 8   | Sito Pons            | Honda      | +25.530   | 9       | 3     |
| 9   | Juan Garriga         | Yamaha     | +25.730   | 11      | 2     |
| 10  | Ivan Palazzese       | Yamaha     | +26.090   | 8       | 1     |
| 11  | Jean-Philippe Ruggia | Yamaha     | +26.340   | 13      |       |
| 12  | Maurizio Vitali      | Garelli    | +51.920   | 14      |       |
| 13  | Manfred Herweh       | Honda      | +53.790   | 12      |       |
| 14  | Stéphane Mertens     | Honda      | +1:06.920 | 24      |       |
| 15  | Hans Lindner         | Honda      | +1:09.140 | 16      |       |
| 16  | Donnie McLeod        | EMC/Rotax  | +1:09.510 | 17      |       |
| 17  | Guy Bertin           | Honda      | +1:10.130 | 18      |       |
| 18  | Jean-François Baldé  | Defi-Rotax | +1:17.670 | 22      |       |
| 19  | Kevin Mitchell       | Yamaha     | +1:21.210 | 23      |       |
| 20  | Harald Eckl          | Honda      | +1:21.650 | 20      |       |
| 21  | Marcellino Lucchi    | Honda      | +1:22.120 | 28      |       |
| 22  | Urs Luzi             | Honda      | +1:34.370 | 26      |       |
| 23  | René Delaby          | Yamaha     | +1:34.790 | 25      |       |
| 24  | Jochen Schmid        | Honda      | +1 giro   | 19      |       |
| 25  | Jean Foray           | Yamaha     | +1 giro   | 33      |       |
| 26  | Alain Bronec         | Honda      | +1 giro   | 35      |       |
| 27  | Zdravko Leljak       | Honda      | +2 giri   | 36      |       |

### Ritirati
| Pilota                 | Moto  | Motivo ritiro | Griglia |
| ---------------------- | ----- | ------------- | ------- |
| Bruno Bonhuil          | Honda |               | 21      |
| Carlos Cardús          | Honda |               | 10      |
| Gary Cowan             | Honda |               | 27      |
| Jean-Louis Guignabodet | Honda |               | 31      |
| Josef Hutter           | Honda |               | 32      |
| Massimo Matteoni       | Honda |               | 29      |
| Jean-Michel Mattioli   | Honda |               | 15      |
| Siegfried Minich       | Honda |               | 37      |
| Martin Sraj            | Honda |               | 34      |

### Non partito
| Pilota        | Moto   | Griglia |
| ------------- | ------ | ------- |
| Luca Cadalora | Yamaha | 30      |

### Non qualificati
| Pilota           | Moto   |
| ---------------- | ------ |
| D. Stankovic     | Yamaha |
| Massimo Sirianni | Yamaha |
| I. Sola          | MBA    |
| Stelio Marmaras  | Yamaha |

## Classe 80

### Arrivati al traguardo
| Pos | Pilota            | Moto      | Tempo     | Griglia | Punti |
| --- | ----------------- | --------- | --------- | ------- | ----- |
| 1   | Jorge Martínez    | Derbi     | 29:10.370 | 1       | 15    |
| 2   | Stefan Dörflinger | Krauser   | +6.900    | 2       | 12    |
| 3   | Ian McConnachie   | Krauser   | +14.900   | 10      | 10    |
| 4   | Gerhard Waibel    | Krauser   | +21.610   | 6       | 8     |
| 5   | Manuel Herreros   | Derbi     | +21.780   | 3       | 6     |
| 6   | Hubert Abold      | Krauser   | +39.180   | 5       | 5     |
| 7   | Jörg Seel         | Seel      | +39.820   | 8       | 4     |
| 8   | Hans Spaan        | Casal     | +47.820   | 4       | 3     |
| 9   | Juan Ramón Bolart | Krauser   | +1:08.540 | 11      | 2     |
| 10  | Alex Barros       | Arbizu    | +1:08.730 | 14      | 1     |
| 11  | Mario Stocco      | Faccioli  | +1:31.680 | 16      |       |
| 12  | Rainer Kunz       | Kroko     | +1:38.950 | 12      |       |
| 13  | Alojz Pavlič      | Seel      | +1 giro   | 13      |       |
| 14  | Reiner Koster     | Kroko     | +1 giro   | 23      |       |
| 15  | Richard Bay       | Casal     | +1 giro   | 17      |       |
| 16  | Janez Pintar      | Eberhardt | +1 giro   | 20      |       |
| 17  | Jos van Dongen    | Krauser   | +1 giro   | 21      |       |
| 18  | Serge Julin       | Casal     | +1 giro   | 25      |       |
| 19  | Paul Bordes       | RB        | +1 giro   | 22      |       |
| 20  | Hagen Klein       | Hess      | +1 giro   | 24      |       |
| 21  | Brane Rokavec     | Seel      | +1 giro   | 30      |       |
| 22  | Herri Torrontegui | JJ-Cobas  | +2 giri   | 14      |       |

### Ritirati
| Pilota            | Moto    | Motivo ritiro | Griglia |
| ----------------- | ------- | ------------- | ------- |
| Stuart Edwards    | Casal   |               | 29      |
| Josef Fischer     | Krauser |               | 9       |
| Zdravko Matulja   | Ziegler |               | 26      |
| Luis Miguel Reyes | Autisa  |               | 7       |
| Theo Timmer       | Casal   |               | 18      |

### Non partiti
| Pilota           | Moto  | Griglia |
| ---------------- | ----- | ------- |
| Wilco Zeelenberg | Casal | 15      |
| Johan Auer       | Auer  | 27      |
| Felix Rodríguez  | Casal | 28      |

### Non qualificati
| Pilota             | Moto  |
| ------------------ | ----- |
| Giuliano Tabanelli | UFO   |
| Sreten Vasic       | Sever |
| Zdravko Leljak     | Sever |
| Miljenko Nervo     | Sever |
| Uros Tomanovic     | Sever |
| Miroslav Lesicki   | Sever |